# Alalcomeneo
En la mitología griega, Alalcomeneo o Alcomeneo (en griego Ἀλαλκομενέως, Ἀλκομενέως) fue uno de los autóctonos, es decir, de los hombres que nacieron espontáneamente de la Tierra. Aparece mencionado en una lista donde se nos habla de las diversas y encontradas leyendas sobre quién fue el primer hombre en nacer, a saber:
«...Ya sea que entre los beocios haya nacido Alcomeneo como primer hombre al otro lado de la laguna Cefisia [Copaide]; o si fueron los Curetes del Ida, raza divina, o los Coribantes de Frigia aquellos a los que el sol vió los primeros cuando nacían de los árboles; O si fue Arcadia la que dio a luz a Pelasgo, anterior a la luna; o a Eleusis, habitante de Raria carente de vivienda; o bien Lemnos de bellos hijos engendró en sus ritos secretos a Cabiro; o bien Pelene [Palene] a Alcioneo Flegreo, el más viejo de los gigantes; los libios a su vez dicen que Yarbas, el primer nacido, surgiendo de las desérticas llanuras, gustó el primero de la dulce bellota de Zeus».
Dio su nombre a la ciudad de Alalcómenas, en Beocia, si bien Pausanias recoge además otra tradición que decía que ésta deriva su nombre de la homónima hija de Ogiges, el rey de los ectenes. Alalcomeneo alcanzó la fama por ser el tutor de la diosa Atenea, que según una tradición habría nacido en este lugar, y donde tenía un templo muy venerado. Es posible que este sea el motivo por el que Atenea recibe el epíteto de Alalcomeneide. De esta relación con la diosa derivan los nombres tanto de la esposa como del hijo del autóctono, llamados Atenais o Atenaide y Glaucopo o Glaucopio respectivamente. Una rara versión dice que Níobe era hija de Pélope y de la esposa de Alalcomeneo que no cita por el nombre.
Se contaba que, en una ocasión en que Hera estaba enojada con Zeus, Alalcomeneo aconsejó a éste que hiciera una estatua de madera, la vistiera de novia y simulara una boda con ella, para así darle celos a Hera y que por ellos se diera cuenta de que amaba a su marido.